# Martin Wolf (Schauspieler)
Martin Christian Wolf (* November 1976 in Hamburg) ist ein deutscher Schauspieler.

## Leben
Die Schauspiel-Ausbildung hat er 1998–2002 auf der Hochschule für Musik und Theater Hannover gemacht. Während seines Studiums spielte er Graf Appiani in „Emilia Galotti“ am Theater Bielefeld und Leonatus in „Cymbeline“ am Hamburger Thalia Theater. Nach der Ausbildung gastierte er am Stadttheater Magdeburg. Von 2003 bis 2005 war er am Theater Bremen engagiert. Dort war er u. a. in „MaxundMurx“ und in „Ein König horcht“ zu sehen. Am Bremer Theater spielte er den Irrsinnigen in Johann Kresniks Inszenierung von »Die letzten Tage der Menschheit«. Außerdem war er als Pizzamann in „Herr Kolpert“, einer Studieninszenierung von Roger Vontobel, zu sehen. Zusammen mit den anderen Ensemble-Mitgliedern des Jungen Schauspielhauses bekam Martin Wolf 2006 für die Leistungen in der Spielzeit 2005/2006 den Nachwuchspreis der Freunde des Deutschen Schauspielhauses in Hamburg. 2010 war er als Gast zu sehen in „Cyrano de Bergerac“ (Regie: Dominique Pitoiset).

## Rollen
- 1997: Der Klassenfeind (Fetzer) Regie Ingo Schöne
- 1998: Unsere kleine Stadt (Mr. Webb) J.Konieczny
- 1999: Burning Love (Andi) Peter Mainhardt
- 2001: Emilia Galotti (Graf Appiani) Michael Heicks
- 2002: Das tapfere Schneiderlein (Mathias) Regie Christoff Bleid
- 2002: Die Nibelungen (Siegfried) Regie Walter Asmus
- 2004: Playback Life (Mark) Klaus Schumacher
- 2005: Tags anders nachts auch (Mark) Klaus Schumacher
- 2006: Die wilden Schwäne (Prinz) Regie Taki Papaconstantinou
- 2006: Ehrensache (Sinan) Regie Klaus Schumacher
- 2006: Sagt Lila (Petit) Daniel Wahl
- 2007: Die Brüder Löwenherz (Jossi, Orwa) Regie Theo Fransz
- 2007: Die Odyssee (Telemach, Federico) Regie Klaus Schumacher
- 2007: Törless (Reiting) Regie Kristo Sagor
- 2008: American Youth (George) Regie Daniel Wahl
- 2008: Die Helden auf Helgeland (Thorolf) Regie Roger Vontobel
- 2008: Maxundmurx (Max) Regie Klaus Schumacher
- 2009: Hamlet (Laertes) Regie Klaus Schumacher[1]
- 2009: Von Mäusen und Menschen (Candy/Curly) Regie Alexander Riemenschneider[2]
- 2009: Im Stillen (Jonas) Regie Clemens Mädge
- 2009: Prinzessinnen Dramen (Jäger/Prinz) Regie Kristina Ohmen
- 2010: Penthesilea (Hauptmann), Regie Roger Vontobel[3]
- 2010: Cyrano de Bergerac (Valvert), Dominique Pitoiset, Deutsches Schauspielhaus Hamburg
- 2011: Tod eines Handlungsreisenden (Howard/Stanley) Wilfried Minis, St. Pauli Theater Hamburg
- 2013: Linie S1 (Thilo/Werber usw.) Ulrich Waller, St. Pauli Theater Hamburg
- 2014: Hamburger Jedermann (Senator) Erik Schäffler, Theater in der Speicherstadt